# 札幌飛行場 (初代)
札幌飛行場（さっぽろひこうじょう）は、かつて北海道札幌市北24条西（現在の北区）に存在した飛行場。
かつては北海道と東京を結ぶ唯一の航空路を持っていた飛行場で、太平洋戦争中は製鉄・兵器工場のあった室蘭を守備するため、日本陸軍飛行第13戦隊が配備された。
航空機を飛行場へ誘導するための航空灯台は、南1条西2丁目にある丸井今井札幌本店屋上の塔屋に設置されていた。
1945年の終戦とともに閉鎖されたが、跡地では進駐軍の落下傘降下部隊が何度か降下訓練を行っている。

## 歴史
- 1926年（大正15年）8月  - 北海タイムス社が事業部に航空班を設立する[4]。
- 1927年（昭和2年）1月 - 北海タイムス社が市有地に6.6haの飛行場を造成する[4][5]。
- 1932年（昭和7年）8月 - 帝国議会で北海道方面への定期航路用飛行場整備を可決[6]。
- 1933年（昭和8年）
  - 3月 - 逓信省が53haに拡張を決める[4]。
  - 6月9日 - 定期航路対応飛行場として竣工[6]。
  - 8月 - 逓信省が航空局を設立する[4]。道内初の国立飛行場となる[5]。
- 1936年（昭和11年）
  - 9月 - 飛行場が整備され、航空局札幌飛行場事務所が設置される[4]。
  - 10月8日[7] - 陸軍特別大演習の観兵式（陸軍兵25,000人参加）が開かれる[1]。
- 1937年（昭和12年）
  - 2月 - 公共飛行場に指定される[4]。
  - 4月1日 - 日本航空輸送によって、札幌 - 東京間の定期航路が開設される[5]。所要時間は仙台経由で5時間10分[4]、フォッカー スーパーユニバーサル機を使用[5][8]。
- 1938年（昭和13年） - 丸井今井の屋上に航空灯台が設置される[4]。札幌-東京線の機材を三菱ひなづる型に変更[6]。
- 1939年（昭和14年） - 事業者が国策会社の大日本航空輸送となる[4][5]。
- 1940年（昭和15年） - 企業による航空事業は停止され、軍用飛行場となる[4]。7月9日に札幌-東京線を休止[6]、10月に廃止[5]。
- 1944年（昭和19年）8月 - それまでの草を刈って整地しただけの滑走路から、板敷滑走路に変わる[4]。長さ400m、幅18m[5]。
- 1945年（昭和20年）
  - 8月 - 市民を動員して100haへの拡張工事が行われるものの、太平洋戦争の終結とともに中止される[4]。
  - 10月26日 - 進駐軍の軍需機材処理部隊によって、26機の航空機もろとも火炎放射器で焼き尽くされる[4][5]。

## 遺構
札幌市北区北24条西8丁目には高さ2m超の門柱が残る。また門柱の間には、坂坦道によるプロペラにパイロットの顔をあしらった彫刻「風雪」碑がある。
北区歴史と文化の八十八選のうち、「2.水辺と開墾の道〈北・新川・新琴似・麻生コース〉」に属する「25.札幌飛行場正門跡と『風雪」碑」として選定されている。
また、飛行場の北側に設けられていた防風林は、緑地を活かす形で道路として造成され、同八十八選の「23.北27条公園通り」となった。

## ギャラリー

陸軍特別大演習の観兵式
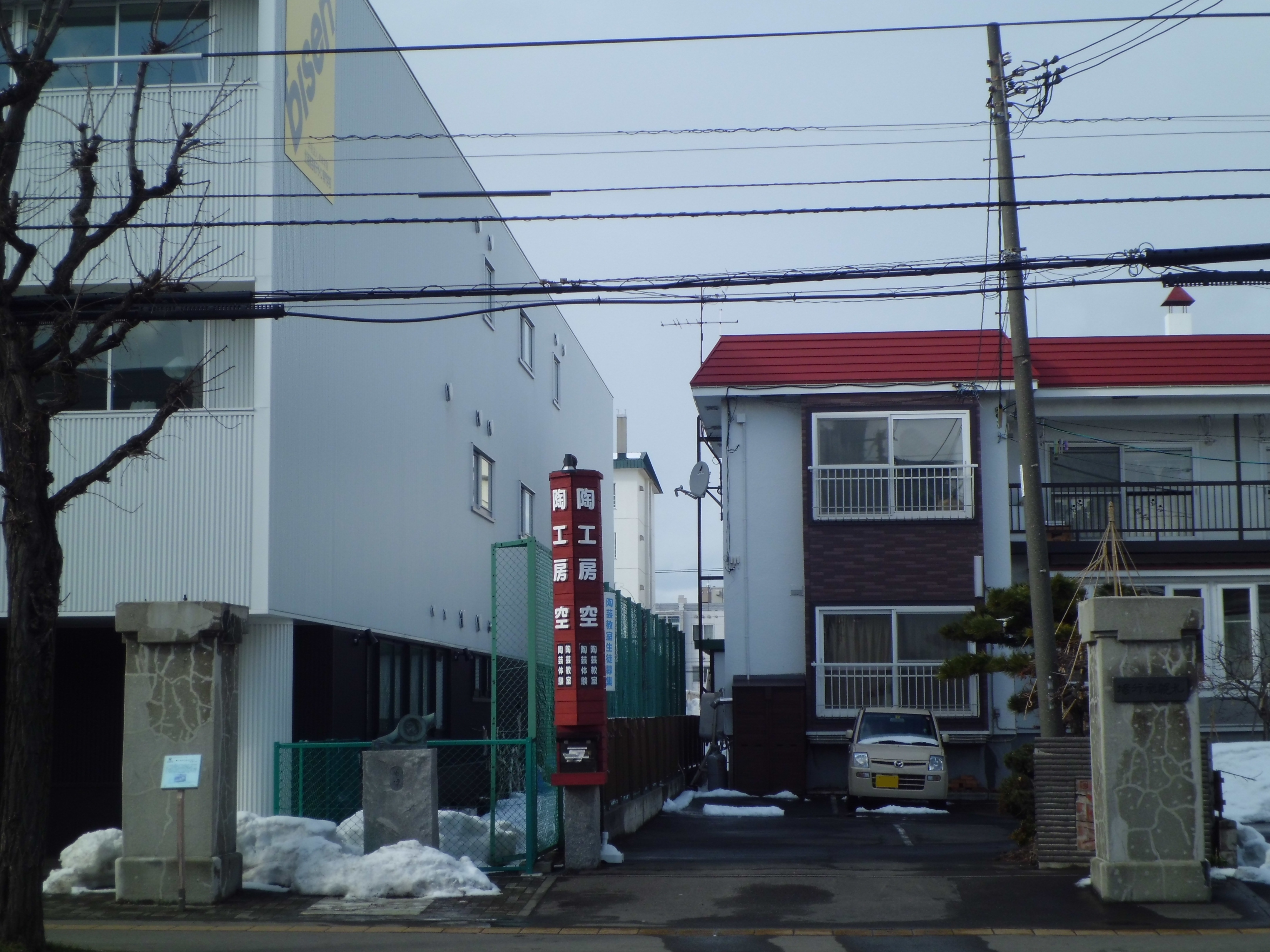
旧・札幌飛行場正門跡
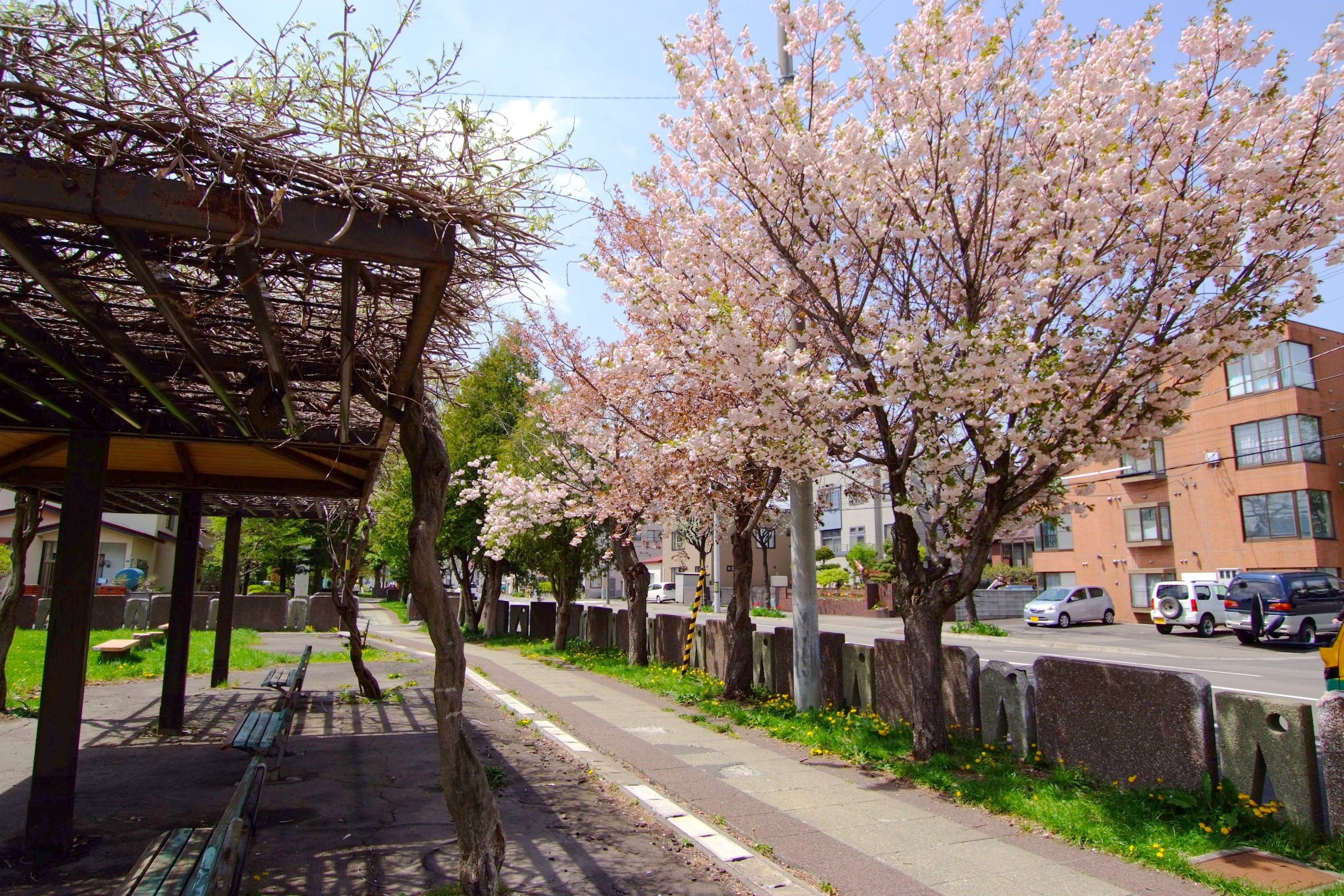
北27条公園通り